# District de Faridkot
Le district de Faridkot est un des 22 districts de l'état indien du Pendjab.